# Marshalltown Buggy Company
Marshalltown Buggy Company war ein US-amerikanischer Hersteller von Fahrzeugen.

## Unternehmensgeschichte
Das Unternehmen hatte seinen Sitz in Marshalltown in Iowa. L. M. Osborne war Präsident und Schatzmeister, Ray R. East Sekretär und Joseph Lempe Superintendent. Ein weiterer Mitarbeiter war Travis Frank DeBorde. Es stellte Kutschen her. Vom 8. Februar 1906 ist eine Anzeige überliefert. Im Sommer 1909 begann die Produktion von Automobilen. Der Markenname lautete Marshalltown. Im gleichen Jahr endete die Kraftfahrzeugproduktion.
1911 war das Unternehmen in der Zubehörbranche tätig. Vom 14. Oktober 1915 ist noch eine Anzeige überliefert. Danach verliert sich die Spur des Unternehmens.

## Fahrzeuge
Eine Abbildung zeigt eine Kutsche mit zwei Sitzen und Verdeck.